# El Castell (Barcelona)
El Castell és el nom popular atorgat a una construcció d'estil protomodernista situada al Parc de la Ciutadella de Barcelona, protegida com a bé amb elements d'interès.

## Història
La construcció va ser projectada per l'arquitecte Antoni Maria Gallissà com a part del tancament perimetral del Parc de la Ciutadella amb el carrer de Wellington, així com per facilitar l'accés al Palau de la Mineria i Construccions des del Parc durant l'Exposició Universal de 1888. A partir de l'any 1892, va integrar-se als terrenys ocupats per la col·lecció zoològica que esdevindria l'actual Parc Zoològic de Barcelona.
Durant el segle xx, l'edificació va patir diferents modificacions, com ara l'enderroc del pont sobre el carrer de Wellington o l'eliminació dels trams baixos de les escalinates laterals per tal d'adequar-se al seu ús com a recinte d'animals del parc zoològic.
Actualment, El Castell és utilitzat com a escenari de conferències i xerrades educatives per part del departament d'educació del Zoo de Barcelona.

## Descripció
El Castell és una construcció d'estil protomodernista amb influències neomudèjars de la qual, actualment, només se'n conserva part de la gàbia, construïda mitjançant una combinació de pedra i maó. Les escalinates laterals presenten baranes de maó que es repeteixen per tot el perímetre superior de la gàbia i atorguen al conjunt un aspecte que recorda a un castell, motiu pel qual va rebre aquest nom.